# Aeropuerto de Barisal
El Aeropuerto de Barisal (IATA: BZL, OACI: VGBR) es un nuevo aeropuerto ubicado en la ciudad sureña de Barisal en Bangladés. Tan solo se operan vuelos de cabotaje desde él.

## Aerolínes y destinos
- United Airways (Bangladés) (Daca)